# Região Geográfica Imediata de Xique-Xique-Barra
A Região Geográfica Imediata de Xique-Xique–Barra é uma das 34 regiões imediatas do estado brasileiro da Bahia, uma das 2 regiões imediatas que compõem a Região Geográfica Intermediária de Irecê e uma das 509 regiões imediatas no Brasil, criadas pelo IBGE em 2017. É composta de 10 municípios.

## Região Geográfica Imediata de Xique-Xique - Barra por população
| Num. | Município               | População |
| ---- | ----------------------- | --------- |
| 01   | Barra                   | 53 231    |
| 02   | Xique-Xique             | 46 440    |
| 03   | Ibotirama               | 26 846    |
| 04   | Oliveira dos Brejinhos  | 21 838    |
| 05   | Buritirama              | 21 067    |
| 06   | Muquém do São Francisco | 11 280    |
| 07   | Gentio do Ouro          | 11 206    |
| 08   | Brotas de Macaúbas      | 10 341    |
| 09   | Ipupiara                | 9 817     |
| 10   | Morpará                 | 8 542     |